# Burg Geinegge
Burg Geinegge ist eine abgegangene Niederungsburg (Inselburg) im heutigen Hammer Stadtbezirk Hamm-Bockum-Hövel. Die Burg war ein Sitz der Familie von Hövel und ist 1840 völlig ausgebrannt. Von ihr sind keine Überreste erhalten, die Aufschluss über Art und Aufbau der Anlage geben könnten.

## Lage
Burg Geinegge ist benannt nach dem Bach Geinegge, der Bockum-Hövel durchquert. Mit Ausnahme von Burg Hövel und Haus Laake wurden alle adeligen Häuser Bockum-Hövels durch die Geinegge erschlossen, der Rittersitz Aquak, Haus Ermelinghof, Burg Geinegge und Burg Nienbrügge im Mündungsgebiet, außerdem der ehemalige Klosterhof. Der Bach trieb die Wassermühlen bei Schloss Ermelinghof (abgebrochen: 1978) und bei Burg Geinegge (abgebrochen: 1895) an. Erhalten sind davon heute nur noch Haus Ermelinghof und der Klosterhof. Nienbrügge wurde im Jahre 1225 auf Befehl des Erzbischofs von Köln und Herzogs von Westfalen, Heinrich von Molenark, wegen der Tötung des Mordes an seinem Vorgänger durch die Verbündeten Friedrich von Altena-Isenbergs abgerissen, und auch der Rittersitz Aquack ist heute verschwunden. Zur Zeit der Erbauung von Burg Geinegge muss der Bach mehr Wasser geführt haben als in der Gegenwart, denn Quellen belegen einen außerordentlichen Fischbestand, wie es ihn dort heute nicht mehr gibt.
Burg Geinegge lag in Bockum-Hövel, nordöstlich der heutigen Turnhalle, etwa da, wo sich der kleinere Sportplatz an der Adolf-Brühl-Kampfbahn (heute Adolf-Brühl-Stadion) befindet, möglicherweise auch im Bereich der heutigen Hammer Straße. Das Anwesen lag auf einer Insel, die von beiden Seiten der Geinegge umschlossen war. Das Ackergut und die Mühle müssen dort gestanden haben, wo sich bis vor einigen Jahren das Schwimmbad befand. Das Müllerhaus ist erst um 1959 abgebrochen worden. Es stand dort, wo heute die Gastwirtschaft an der Römerstraße 4 zu finden ist.
Nach alten Flurkarten führte früher ein Fahrweg über die alte Burgstätte durch das Ruenfeld zum Kötterberg, wo der Hof Hohenhövel lag. Unmittelbar südlich der Burg führte ein Fahrweg von Hamm kommend nach Bockum hinauf. Das Ruenfeld, welches nördlich des Hauses Geinegge lag, hatte eine Größe von etwa 60 Morgen. Es war ein zusammenhängendes, sehr mageres Grundstück, welches der Ruhe bedurfte, deshalb hieß es Ruenfeld. Unmittelbar rechts neben dem adeligen Haus ging die Hammerlandwehr längs dem Ruenfeld entlang und landete im Süden – von dem Bach Geinegge begrenzt – bei Nienbrügge in die Lippe.

## Geschichte
Wie Haus Ermelinghof zählte auch das ebenfalls im alten Kirchspiel Hövel gelegene Haus Geinegge zu den münsterischen Rittersitzen landständischer Qualität. Frühere Schreibweisen von Haus und Bach lauteten „Gheneighe“, „Gynegge“, „Geneghe“, „Gyneghe“, „Genegge“ oder „Geinhegge“, das bedeutet wahrscheinlich „Wasser(lauf) zwischen den Hecken“ – Gein(h)egge.
1170 wurden die Ritter von Gynegge (Geinegge) erstmals erwähnt. 1205 war das adelige Haus Geinegge von dem Ritter Henricus Gemenyce bewohnt. Damals muss also bereits ein Adelssitz an diesem Ort bestanden haben, der genaue Zeitpunkt seiner Erbauung lässt sich jedoch nicht feststellen.
Urkundlich wird 1224 ein Ritter Hermanus de Genegge als Zeuge beim Ländertausch des Ritters Herbordus de Tremonia (Dortmund) benannt. Vermutlich gehörte die Burg bereits um 1190 – wie auch Burg Hövel und die Ackergüter Westerwinkel und Heessen – zum Lehnsbesitz des Grafen von Hövel Arnold von Altena.
In den unruhigen Zeiten in der ersten Hälfte des 13. Jahrhunderts wird das Anwesen im Zusammenhang mit der Burg Nienbrügge öfter genannt. Dieser feste Platz lag beiderseits der Lippe im Gebiet des heutigen Hammer Hafens, in der Nähe des Gasthauses Zur Krausen Linde. Der Burgherr Friedrich von Isenberg-Altena erschlug 1225 im Schwelmer Wald seinen Onkel, den Erzbischof Engelbert I. von Köln, mit dem er in heftigem Streit lag. Friedrich floh, wurde aber gefangen und vor den Toren Kölns aufs Rad geflochten. Burg Nienbrügge und die sie umgebende Ansiedlung von Handwerkern und Kaufleuten wurden dem Erdboden gleichgemacht. Die nun heimatlos gewordenen Bewohner siedelte Graf Adolf I. von der Mark weiter ostwärts in dem Winkel zwischen Lippe und Ahse, dem tom Hamme an und gründete 1226 mit ihnen die Stadt Hamm.
Der Sohn Friedrichs von Isenberg, Dietrich von Altena-Isenberg, führte mit dem Grafen von der Mark eine lange und erbitterte Fehde um den Besitz seines Vaters, die Isenberger Wirren. Dabei wurden in den Jahren 1225 und 1243 auch Haus und Bauerschaft Geinegge oft in Mitleidenschaft gezogen. Trotz aller Kriegsnot, welche die Lage an der Grenze zwischen dem Bistum Münster und der Grafschaft Mark mit sich brachte, hielt sich das Geschlecht derer von Geinegge noch bis in das 14. Jahrhundert auf der Burg.
Um 1300 war ein Ritter zu Geeneke dem Domkapitel Münster zwei Schillinge (heute zwei Euro) pflichtig. Nach dem Renteiregister der Pfarrkirche St. Pankratius in Hövel aus dem Jahr 1311 hatte das adelige Haus zu Geinegge ein Mudee (Scheffel) zu geben.
Am 5. August 1325 sind bei einem Verkauf vor dem Gericht als Zeugen in Sendenhaus die Gebrüder Ecbertus und Wilhemus de Genegge zugegen. Wilhelmus de Genegge muss als Diakon bei der Stiftskirche in Horstmar um 1332 angestellt gewesen sein. Ebenfalls für das Jahr 1332 ist ein auf dem Gut ansässiger Richard von Geinegge urkundlich bezeugt. Um die gleiche Zeit muss das Ackergut Geinegge mit angeschlossener Mühle an den Priester Johann de Telgher (von Telgte) verkauft worden sein, denn im Kirchbuch zu Hövel ist um 1344 vermerkt, dass ein Vicedominus Eybert von Bentheim zum Seelenheil des verstorbenen Priesters Johannes de Telgher fünf Taler stiftete.
Als der letzte Spross der Sippe „to Genegge“ verstorben war, wurde das adelige Haus Geinegge laut einer Urkunde aus dem Jahre 1339 vom Grafen Theodorius von Limburg gegen die Grundstücke des Albert de Hüvele in Amecke eingetauscht, die dieser schon früher von Echolte (Eckholt) in Amecke gekauft hatte. Burg Geinegge war also früher Besitz der Grafen von Limburg, spätere Nachkommen der Grafen von Hövel. Folglich war das adelige Haus Geinegge das zweiterworbene adelige Haus der Ritter und Herren de Hüvele, deren Ursitz in der Burg Hövel war.
Der Sohn von Albert de Hüvele, der auch Albert hieß, war der erste aus dem Geschlecht de Hüvele, der das Haus Geinegge bezog. Nach einer Urkunde aus dem Jahre 1385 stiftete ein Sohn des Albert de Hüvele to Geinegge, Lambert von Hövel to Geinegge, dem Pfarrer von Sankt Pankratius in Hövel, Ennich von Heydenreich, eine Kapelle und einen Friedhof in unmittelbarer Nähe des adeligen Hauses Geinegge. Der Pfarrer in Heessen, von Vollenspit, musste seine Zustimmung erteilen, da das Gebiet östlich von Geinegge zum Kirchspiel Heessen gehört. Um 1420 erwarb ein Sohn des Albert de Hüvele to Geinegge, Hermann von Hüvele to Geinegge, das adelige Haus Laake.
Ein Johann von Hövel zu Geinegge (Johan van Hovele to Geynetge) tritt 1441 als Zeuge in einer Urkunde auf.
In einem Schriftstück über die Ländervereinigung von Münster aus dem Jahre 1466 ist ein Henrich von Hüvele to Geinegge aufgeführt, und im Kirchbuch von Hövel von 1467 vermacht Henrich von Hüvele to Genegge – langjähriger Freischöffe – der Kirche Sankt Pankratius mehrere Renten. Um 1477 ist Gosen von Hövele to Genegge Kirchmeister in Hövel. 1480 verkauft Henrich von Hüvele to Genegge einen Hof in der Nähe des adeligen Hauses zu Beckedorf in Nordik für 20 Goldtaler an den Propst Bernhard zu Cappenberg. 1494 tauscht Johann von Hüvele to Geinegge mit der Abtissin des Klosters Kentrop, Katharina von Westhoven, ein Stück Land auf der Geist vor den Toren von Hamm gegen andere, vor seiner Haustüre liegende Grundstücke im Flurstück Ruenfelde, die bislang dem Kloster Kentrop gehörten.
Ab 1500 erscheinen die von Frydag (Freitag) und später bis 1604 die von Laer als Burgherren. Durch Heirat ging Burg Geinegge nach 1500 an Rötger von Frydag über.
Die Linie de Hüvele to Geinegge wurde im Laufe der Zeit so verschuldet, dass sie im Jahr 1513 vom Kloster Kentrop 42 Rheinischen Goldgulden als Darlehen aufnahm. Dirk von Hüvele setzte dabei gegenüber der Äbtissin Karde Knipping den in der Nähe von Haus Geinegge befindlichen Hülshof ein (abgerissen 1977). 1515 wurde auf Ersuchen des Klosters Kentrop an das adelige Haus Genegge der Bauernhof in Ascheberg, der Gerd von Hüvele to Genegge gehörte, gepfändet.
Im Jahre 1538 heiratete die Erbtochter des Gert de Hüvele to Geinegge, Petronella, den Edelmann Anton von Laer. 1558 verkaufte dann der ebenfalls hoch verschuldete Nachkomme der beiden, Fridhag von Laer, den in der Nähe des Hauses Geinegge befindlichen Schlottmann-Kotten an den Gert von der Recke auf Haus Heessen. Im gleichen Jahr heiratete Fridag von Laer die Margarete von dem Berge. Fridag von Laer lag schon seit Jahren mit den Bürgern von Herbern in Streit. Er hatte verschiedene Herberner Bürger verwundet. Diese zeigten ihn 1556 beim Fürstbischof von Münster, Bernhard von Raesfeld, wegen gewalttätiger Körperverletzung an. Fridag von Laer wurde 1558 vom Bischof verurteilt, den Schaden zu ersetzen. Er kam dieser Forderung nicht nach. Deshalb wurden im Jahre 1560 seine sämtlichen Güter gepfändet. Als Käufer trat im Jahre 1589 Theodor Hermann von Merveldt zu Westerwinkel auf. Er erwarb etwa drei Viertel der Güter, unter anderem auch Haus Geinegge, das er als Ackergut verpachtete. Bis 1604 wurde das Gut von den Familien Laer und Merveldt gemeinschaftlich verwaltet. Im Jahre 1604 wurde es dann Dietrich Hermann von Merveldt zu Westerwinkel für eine Forderung von über 9.000 Talern gerichtlich zugeschlagen.
Als Pfarrer Theodor Baggel seine Burg in Hövel teilweise abbrannte und er Vikar vom Nordenstift in Hamm wurde, bezog er das adelige Haus Geinegge, das dadurch eine neue Blüte erlebte.
1625 wurde mit Wilbrand Plönnies ein weiterer Hauptgläubiger abgefunden. Danach blieb Geinegge bis Anfang des 20. Jahrhunderts als Pachtgut in Mervelder Besitz.
1704 war Haus Geinegge noch landtagsfähig. Theodor Burchard von Merveldt ging als Vertreter dieses adeligen Hauses zum Landtag.
Um 1840 brannten die Gebäude von Haus Geinegge vollständig aus. Die Mühle und das Müllerhaus blieben zunächst erhalten. Für den Pächter errichtete man ein Wirtschaftsgebäude, das im 20. Jahrhundert zum Wohnhaus umgebaute Haus Hammer Straße Nr. 247. Die Mühle lag dort, wo sich später das Schwimmbecken der inzwischen geschlossenen Badeanstalt befand. Ihre Reste waren bis zur Anlage des Sportplatzes 1925 noch zu sehen. Das bewohnte Haus neben dem Eingang zum Stadion ist das ehemalige Müllerhaus. Als letzter Müller der Geineggemühle ist Bernhard Frye (Frey) bekannt, als letzter Müller der Mühle bei Ermelinghof Bernhard Niesmann. Der letzte Rest der Mühlenbrücke mit dem Wasserfall wurde 1925 beim Bau des Stadions abgebrochen. Das Wasser des Schwimmbades wurde durch hunderte von Tonnen Koks im Vorlauf des Geineggebaches nach einem damals neuartigen Verfahren gereinigt.
Beim Bau des unteren Sportplatzes kamen Reste der alten Burganlage zum Vorschein. Die dabei gemachten Funde wie Trinkgefäße, Dolche usw. wurden in eine Sammlung der Klostermühle gegeben, die 1975 mit der zweiten Gemeindegebietsreform an das Städtische Gustav-Lübcke-Museum Hamm überging.
Ein Anlieger des Hauses Bockumer Weg 229 hat den Wappenstein der Burg im Fundament seines Hauses mit eingemauert. Einige Skulpturen von Haus Geinegge sind in der Scheune des gleichen Hauses heute noch zu sehen (Stand: 1980).